# Алла Георгієва
Алла Георгієва (болг. Алла Георгиева) — болгарська художниця. Займається сучасним мистецтвом: живописом, інсталяціями, фотографією, предметами, відео, перформансом та карикатурою (разом з Чавдаром Георгієвим). Також виконує функції куратора.

## Біографія
Народилася в 1957 році в місті Харкові (УРСР). Початкову художню освіту здобула у Харківській дитячій художній школі № 1 ім. І. Є. Рєпіна. Продовжувала навчання живопису в приватній школі Віталія Ленчина. У 1980 році закінчила Художньо-промисловий інститут у Харкові (Худпром). Живе в Болгарії з 1981 р. До 1992 року працювала переважно в галузі книжкової ілюстрації, дизайну (Центральний інститут промислової естетики), прикладної графіки, сатиричного живопису та карикатури. На альтернативній болгарській сцені вона відома своїми інтересами у сфері «жіночої точки зору» та вираженням засобами адекватними часу. Вона є однією із засновниць Асоціації жінок-художниць «8 березня», а також ініціаторами виставок «Версія Ерато» (1997) та «Одержимість» (1999).
Член Союзу болгарських художників (1989) та Клубу (Вічно) молодого художника (1992). Вона є членом-засновником групи жінок-художниць «8 березня» (1997).

## Особисте життя
Живе і працює в Софії та Харкові.
Чоловік  — Чавдар Георгієв.

## Персональні виставки[3]
- 2018 — «Життя — це пісня», галерея «Структура», Софія
- 2015 — "Наші! Музей диванних війн ", Інститут Гете, Софія
- 2010 — «Вечеря Франкенштейна», галерея Сарієва, Пловдив[4]
- 2008 — «Для любові, великої та маленької», Галерея проектів ARC, Софія[5]
- 2007 — «З днем народження!», Галерея FABS, Варшава, Польща
- 2003 — «З днем народження!», Центр ATA та ISI, Софія

## Кураторські проекти
- 2011 — «Репродукція», Софійський Арсенал — Музей сучасного мистецтва, Болгарія (спільно з Надією Джаковою)

## Визнання та нагороди[3]
- 2018 — номінація на премію Софійської муніципалітету за видатні досягнення в мистецтві
- 2017 — Спеціальна премія компанії «Rock Materials», м. Русе в секції «Сучасне мистецтво», XXIII Міжнародна бієнале гумору та сатири в мистецтві, Габрово
- 2012 — Спеціальна премія журі, Бієнале живопису Остіна, 40-та Світова галерея малювання, Скоп'є
- 2010 — Нагорода муніципалітету Софії від імені та пам'яті Доньо Донева на 35-й національній виставці мультфільмів (разом з Чавдаром Георгієвим)
- 2009 — Премія УБА за спеціалізацію в Cité International des'ar, Париж, Франція
- 2008 — Гран-прі для мультфільму УБА (разом з Чавдаром Георгієвим)
- 2007 — «Шорт-лист» — номінація на премію «Гауденц Б. Руф»
- 1998 — премія Фонду «Підтримка мистецтва в Болгарії»
- 1991 — Перша премія за намальовані листівки видавництва «Отечество»
- 1990 — Друга премія за живопис на Х Міжнародній бієнале гумору та сатири в мистецтві, Габрово
- 1985 — Друга премія на виставці «Жінки-мультфільми», Софія
- 1984 — Перша премія на виставці «Жінки-мультфільми», Софія

## Публічні колекції
- Moderna Galeria / MG + MSUM / Словенія,
- Національна художня галерея, філія Софійського Арсеналу — Музей сучасного мистецтва
- Європейський інвестиційний банк
- Софійська міська художня галерея, Болгарія
- Консульство Болгарії; Stills, Единбург, Шотландія
- Будинок гумору та сатири, Габрово, Болгарія
- Художня галерея Петка Чурчулієва, м. Димитровград, Болгарія